# David Rubenstein
Pour les articles homonymes, voir Rubenstein.
David Rubenstein (né le 11 août 1949 dans le Maryland, États-Unis) est le cofondateur du groupe Carlyle, société de capital-investissement. En 2008, il était à la 155e position dans le classement Forbes 400 des américains les plus riches avec une fortune de 2,7 milliards de dollars.

## Biographie
Il participe à la réunion du Groupe Bilderberg de 2017,.
Il est membre du conseil d'administration du Forum économique mondial.

## Distinctions
- 2019 : Doctorat honoris causa de l'Université Brown[6]